# کانسویل (آیووا)
کانسویل (به انگلیسی: Conesville) شهری در ایالت آیووا کشور ایالات متحده آمریکا است که جمعیت آن در سرشماری سال ۲۰۱۰ میلادی، ۴۳۲ نفر بوده‌است.